# Анна Волц
Анна Волц (на нидерландски: Anna Woltz) е нидерландска писателка на произведения в жанровете детска литература, юношески любовен роман и исторически роман. 

## Биография и творчество
Родена е на 29 декември 1981 г. в Лондон, Англия. Баща ѝ е главен редактор на вестник NRC Handelsblad в периода 1983 – 1989 г. Учи в гимназия „Хаганум“ в Хага.
Започва да пише, когато е 12-годишна, а на 15 години публикува седмична колонка за живота в гимназията във вестник Volkskrant под псевдонима Ребека Март. Публикациите ѝ са издадени през 1998 г. в брошурата Overleven in 4b (Оцеляване в 4б). След завършване на гимназията следва история в Лайденския университет, като през този период също продължава да пише като колумнист колоната „Роден през 81“ във Volkskrant.
Първата ѝ книга за деца „Всичко кипи“ (Alles kookt over) е издадена през 2002 г. През 2006 г. е издадена книгата ѝ „Поща от войната“ (Post uit de oorlog), на която е съавтор с баща си, а историята е базирана на неговия опит по време на Втората световна война.
През 2014 г. е издадена книгата ѝ „Моето невероятно лято с Тес“ (Mijn bijzonder rare week met Tess). Книгата печели няколко награди. Тя е екранизирана в едноименния филм през 2019 г., а филмът печели Голямата награда за игрален филм на Международния детски филмов фестивал в Ню Йорк през същата година, а след това печели награда на Берлинския международен кинофестивал.
През 2014 г. е издадена книгата ѝ „Сто часа нощ“, която е вдъхновена от времето на престоя ѝ в Ню Йорк по време на урагана „Санди“. Книгата получава наградата „Нинке ван Хиктум“ за най-добър роман за юноши и други награди.
Романът ѝ „Гипс“ (Gips) е издаден през 2015 г. Той се развива в болница в студен зимен ден и е история за 12-годишната Фиц, която е бясна на родителите си, че се развеждат. Решава никога да не се влюбва, но среща петнадесетгодишния Адам и нещата просто излизат извън контрол. Книгата получава наградата „Златно перо“, а през 2018 г. е екранизирана в едноименния телевизионен сериал.
Според критиката авторката пише на красив език, с психологическа дълбочина и свеж, хумористичен наратив. Книгите ѝ са преведени на 24 езика по света.
Анна Волц живее със семейството си в Утрехт.

## Произведения
- Overleven in 4b (1998)
- Alles kookt over (2002)[2][4]
- Het geheim van ons vuur (2004)
- Post uit de oorlog (2006) – с Вут Волц
- Aangespoeld (2007)
- Black box (2007)
- Red mijn hond! (2008)
- Tien dagen in een gestolen auto (2008)
- Onweer (2009)
- De pizza-spion (2009)
- Meisje nummer achttien (2010)
- Evi, Nick en ik (2011)
- Het geheim van held nummer 6 (2011)
- Meisje van Mars (2011)
- Nacht in het poppenhuis (2011)
- Ik kan nog steeds niet vliegen (2012) – награда „Теа Бекман“
- Mijn bijzonder rare week met Tess (2013)
- Honderd uur nacht (2014) – награда „Нинке ван Хиктум“[1]
Сто часа нощ, изд.: ИК „Изида“, София (2021), прев. Антоанета Дончева-Манолова
- Gips (2015) – награда „Златно перо“ и „Сребърно перо“
- Alaska (2016) – награда „Сребърно перо“ и награда на Фламандското детско жури
- Zondag maandag sterrendag (2017)
- Haaientanden (2019)
- De tunnel (2021)

### Екранизации
- 2018 GIPS – тв сериал, 19 епизода
- 2019 Моето невероятно лято с Тес, My Extraordinary Summer with Tess